# Oopsis griseocaudatus
Oopsis griseocaudatus är en skalbaggsart som beskrevs av Leon Fairmaire 1881. Oopsis griseocaudatus ingår i släktet Oopsis och familjen långhorningar.
Artens utbredningsområde är Fiji. Inga underarter finns listade i Catalogue of Life.